# Seenotrettungsstation Grömitz
Die Seenotrettungsstation Grömitz liegt in Ostholstein an der Ostsee und sichert die viel befahrene Lübecker Bucht mit dem Lübeck-Gedser-Weg. Die Deutsche Gesellschaft zur Rettung Schiffbrüchiger (DGzRS) als Betreiber der Station hat für die Seenotrettung im Yachthafen außerhalb von Grömitz einen Seenotrettungskreuzer stationiert, der von einer fest angestellten Crew gefahren wird und rund um die Uhr einsatzbereit ist.

## Alarmierung
Insgesamt stehen der Station neun hauptamtliche Kräfte zur Verfügung, die bei Bedarf von neun Freiwilligen verstärkt werden. Während der Bordzeit hört die Besatzung laufend den Schiffsfunk (UKW Kanal 16) mit, um im Notfall sofort auslaufen zu können. Die Alarmierung erfolgt ansonsten durch die Zentrale der DGzRS in Bremen, wo die Seenotleitung Bremen (MRCC Bremen) ständig alle Alarmierungswege für die Seenotrettung überwacht. Alle 14 Tage erfolgt die Ablösung der diensthabenden Crew, die dann für 2 Wochen Freizeit hat.

## Aktuelle Rettungseinheit
Vor dem Stationsgebäude an Steg 6 der Marina liegt seit Januar 2021 der Seenotkreuzer FELIX SAND. Das 2020 auf der Fassmer-Werft in Berne gebaute Schiff war ausgiebig auf der Nordsee getestet worden, bevor es zur Ostsee überführt wurde. Die Taufe fand am 28. August 2021 in Grömitz statt. Das Schiff ist der fünfte Neubau der 28-Meter-Klasse für die DGzRS. Eine großzügigen Erbschaft zugunsten der DGzRS sorgte für die überwiegende Finanzierung des Neubaus.

## Einsatzgebiet
Durch den Seenotkreuzer wird im Wesentlichen die stark befahrene Seeschifffahrtsstraße in der Lübecker Bucht gesichert. Den Lübeck-Gedser-Weg nutzen jährlich rund 17.000 Passagier-, Kombi- und Frachtfähren auf ihrer Fahrt nach Skandinavien und zum Baltikum. Zwischen den Schiffen sind viele Segler, Sportbootfahrer und Fischereifahrzeuge unterwegs.
Das Revier reicht auf Holsteiner Seite von Travemünde im Süden bis zum Fehmarnsund im Norden. Auf Mecklenburger Seite wird die Wismarer Bucht mit der Insel Poel abgedeckt und erstreckt sich bis zum Kap Bukspitze, wo der Leuchtturm Bastorf als weithin sichtbares Schifffahrtszeichen steht.
Bei größeren Rettungs- und Sucheinsätzen erfolgt eine gegenseitige Unterstützung der angrenzenden Stationen:
- Kreuzer der Seenotrettungsstation Fehmarn/Großenbrode
- Boot der Seenotrettungsstation Neustadt
- Boot der Seenotrettungsstation Travemünde
- Boot der Seenotrettungsstation Timmendorf/Poel

## Geschichte der Station
Nach der Stationsgründung 1912 erfolgte ein Jahr später die Lieferung eines Ruderrettungsboots. Zusätzlich erhielt die Station einen Raketenapparat.
1949 begann die Zeit der Motorrettungsboote mit der 8,5 Meter langen JOHN KÖSTER (KRD 435). Das 1938 gebaute Holzboot aus Mahagoni war mit einem 36-PS-Motor ausgestattet und konnte 7,5 Knoten laufen. Die ersten Einsätze leistete sie auf der Insel Wangerooge und kam nach dem Kriegseinsatz nach Grömitz. 1961 wurde das Boot abgelöst durch die 10 Meter lange WESTACCUMERSIEL (KRC 303), die seit 1944 im gleichnamigen Ort Dienst getan hatte. Das gedeckte Mahagoniboot mit 60-PS-Motor erhielt in Grömitz den neuen Namen H. H. BUNJE. Es blieb bis 1969 auf Station und wechselte anschließend noch zu den Stationen in Burgstaaken und Travemünde.
Seit 1969 hält die DGzRS in Grömitz einen Seenotrettungskreuzer permanent einsatzbereit. Erstes Modell war der kleine Kreuzer PAUL DENKER, der von der Seenotrettungsstation Maasholm kam und sechs Jahre später nach Travemünde verlegte. Dafür kam von Fehmarn der Kreuzer HAMBURG, dem vierten Kreuzer der 23,2-Meter-Klasse aus dem Jahr 1960. Der Kreuzer wurde 1985 außer Dienst gestellt und verkauft. Als Ersatz verlegte die DGzRS die 1965 gebaute ARWED EMMINGHAUS von Cuxhaven nach Grömitz.
Nachdem 1993 der 26-Meter-Kreuzers außer Dienst gegangen war, erhielt die Station die BREMEN, dem sechsten Neubaukreuzer der 27,5-Meter-Klasse. Mit der Außerdienststellung der 44 Meter langen John T. ESSBERGER wechselte die BREMEN 2011 zur dortigen Station Fehmarn. Dafür wurde die 1996 gebaute HANS HACKMACK der 23-Meter-Klasse von Büsum abgezogen und lag für 10 Jahre im Grömitzer Yachthafen. Dieser Kreuzer wird nach Stationierung der FELIX SAND als Springer ohne feste Station eingesetzt und vertritt andere Einheiten, die einen Werftaufenthalt absolvieren müssen.

## Stationierte Rettungseinheiten
| Stationierung von Motorrettungsbooten  | Stationierung von Motorrettungsbooten                                   | Stationierung von Motorrettungsbooten                                   | Stationierung von Motorrettungsbooten                                   | Stationierung von Motorrettungsbooten                                   | Stationierung von Motorrettungsbooten                                   | Stationierung von Motorrettungsbooten                                   | Stationierung von Motorrettungsbooten                                   |
| Zeitraum                               | Schiffsname                                                             | Reg.-Nr.                                                                | Länge oder Klasse                                                       | Anz. Motoren ges. Leistung                                              | Geschw.                                                                 | vorige Station                                                          | Verlegung nach oder Verbleib                                            |
| -------------------------------------- | ----------------------------------------------------------------------- | ----------------------------------------------------------------------- | ----------------------------------------------------------------------- | ----------------------------------------------------------------------- | ----------------------------------------------------------------------- | ----------------------------------------------------------------------- | ----------------------------------------------------------------------- |
| 1949 → 1960                            | JOHN KÖSTER                                                             | KRD 435                                                                 | 8,50 Meter                                                              | 1 → 36 PS                                                               | 7,5 kn                                                                  | von Rantum                                                              | → Lippe/Weißenhaus                                                      |
| 1961 → 1969                            | H. H. BUNJE *                                                           | KRC 303                                                                 | 10-Meter-Serie                                                          | 1 → 60 PS                                                               | 8,0 kn                                                                  | von Westeraccumersiel                                                   | → Burgstaaken                                                           |
| Erl.:                                  | * Die H. H. BUNJE trug in Westeraccumersiel den Namen WESTERACCUMERSIEL | * Die H. H. BUNJE trug in Westeraccumersiel den Namen WESTERACCUMERSIEL | * Die H. H. BUNJE trug in Westeraccumersiel den Namen WESTERACCUMERSIEL | * Die H. H. BUNJE trug in Westeraccumersiel den Namen WESTERACCUMERSIEL | * Die H. H. BUNJE trug in Westeraccumersiel den Namen WESTERACCUMERSIEL | * Die H. H. BUNJE trug in Westeraccumersiel den Namen WESTERACCUMERSIEL | * Die H. H. BUNJE trug in Westeraccumersiel den Namen WESTERACCUMERSIEL |
| Stationierung von Seenotrettungsbooten |                                                                         |                                                                         |                                                                         |                                                                         |                                                                         |                                                                         |                                                                         |
| 1969 → 1975                            | PAUL DENKER                                                             | KRS 01                                                                  | 17-Meter-Klasse                                                         | 1 → 830 PS                                                              | 18 kn                                                                   | von Maasholm                                                            | → Travemünde                                                            |
| 1975 → 1985                            | HAMBURG (III)                                                           | KRS 5                                                                   | 23,2-Meter-Klasse                                                       | 3 → 1.750 PS                                                            | 20 kn                                                                   | von Burgstaaken                                                         | ausgemustert                                                            |
| 1985 → 1993                            | ARWED EMMINGHAUS                                                        | KRS 07                                                                  | 26-Meter-Klasse                                                         | 3 → 2.400 PS                                                            | 24 kn                                                                   | von Cuxhaven                                                            | ausgemustert                                                            |
| 1992 → 2011                            | BREMEN                                                                  | SK 24                                                                   | 27,5-Meter-Klasse                                                       | 3 → 3.402 PS                                                            | 23 kn                                                                   | Neubau                                                                  | → Großenbrode                                                           |
| 2011 → 2021                            | HANS HACKMACK                                                           | SK 26                                                                   | 23-Meter-Klasse                                                         | 2 → 2.700 PS                                                            | 23 kn                                                                   | von Büsum                                                               | → Kreuzer ohne feste Station                                            |
| seit 2021                              | FELIX SAND                                                              | SK 41                                                                   | 28-Meter-Klasse                                                         | 2 → 3.916 PS                                                            | 24,0 kn                                                                 | Neubau                                                                  | auf Station                                                             |

Quellen:

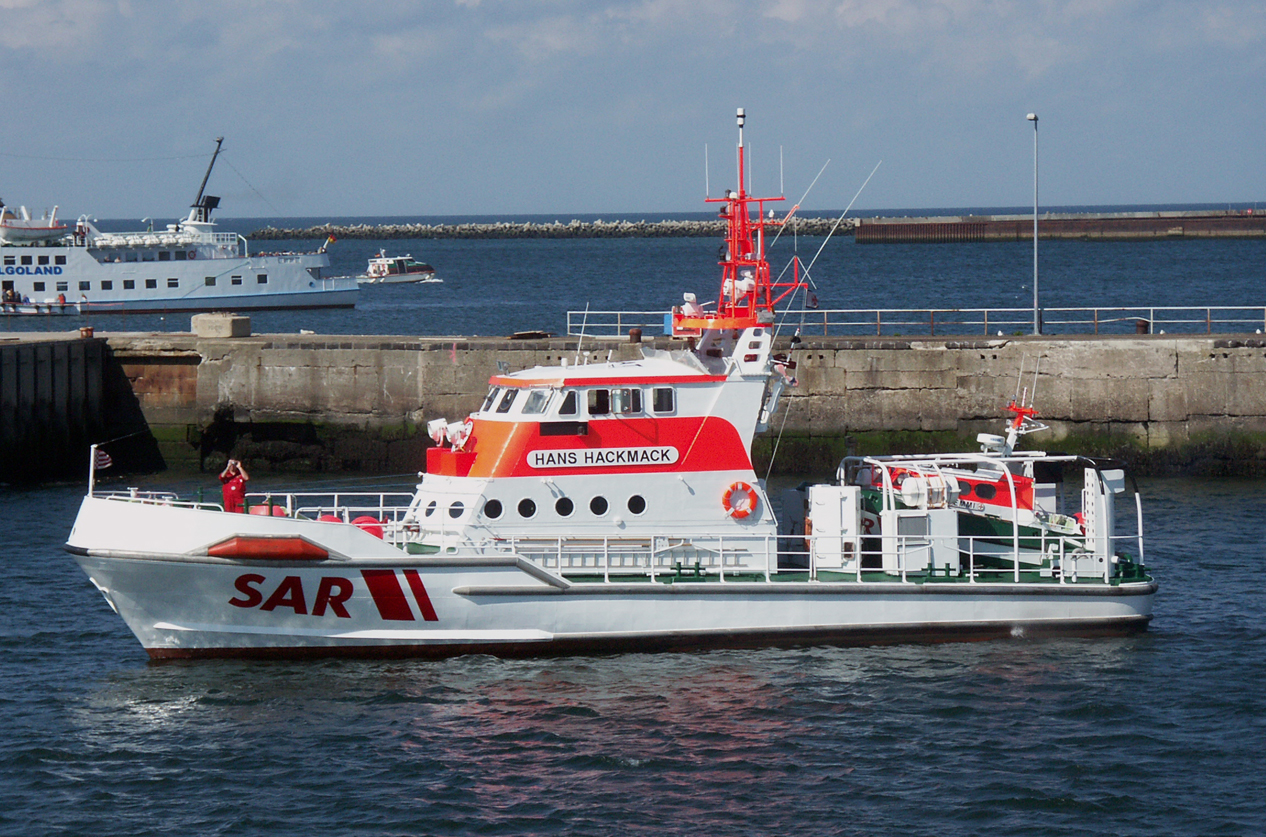
HANS HACKMACK (23 m, ab 2011)
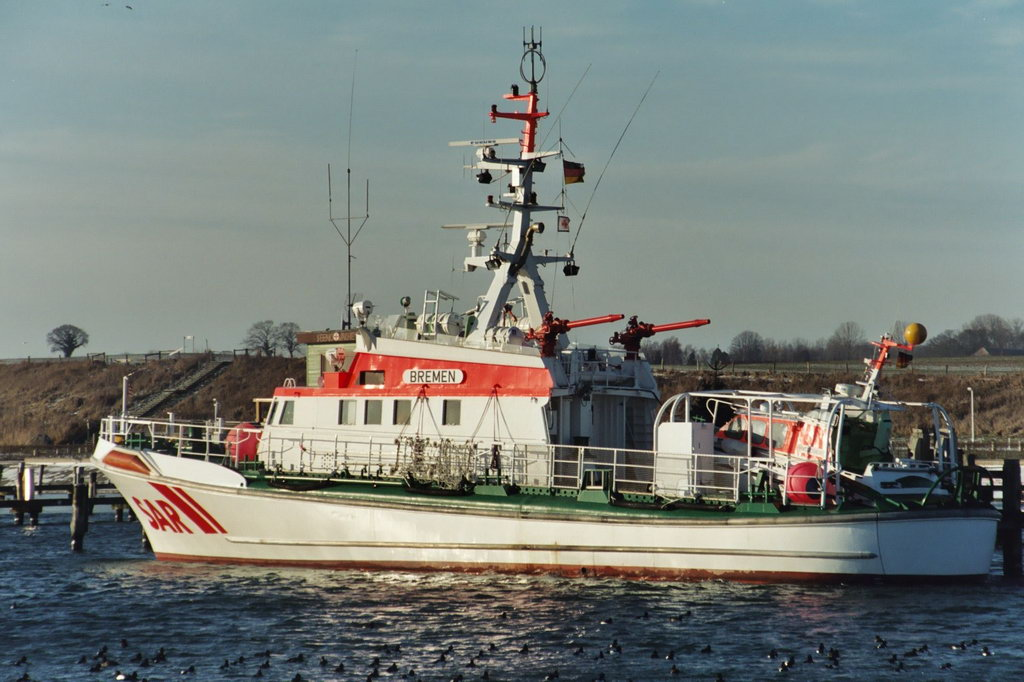
BREMEN (28,2 m, ab 1993)
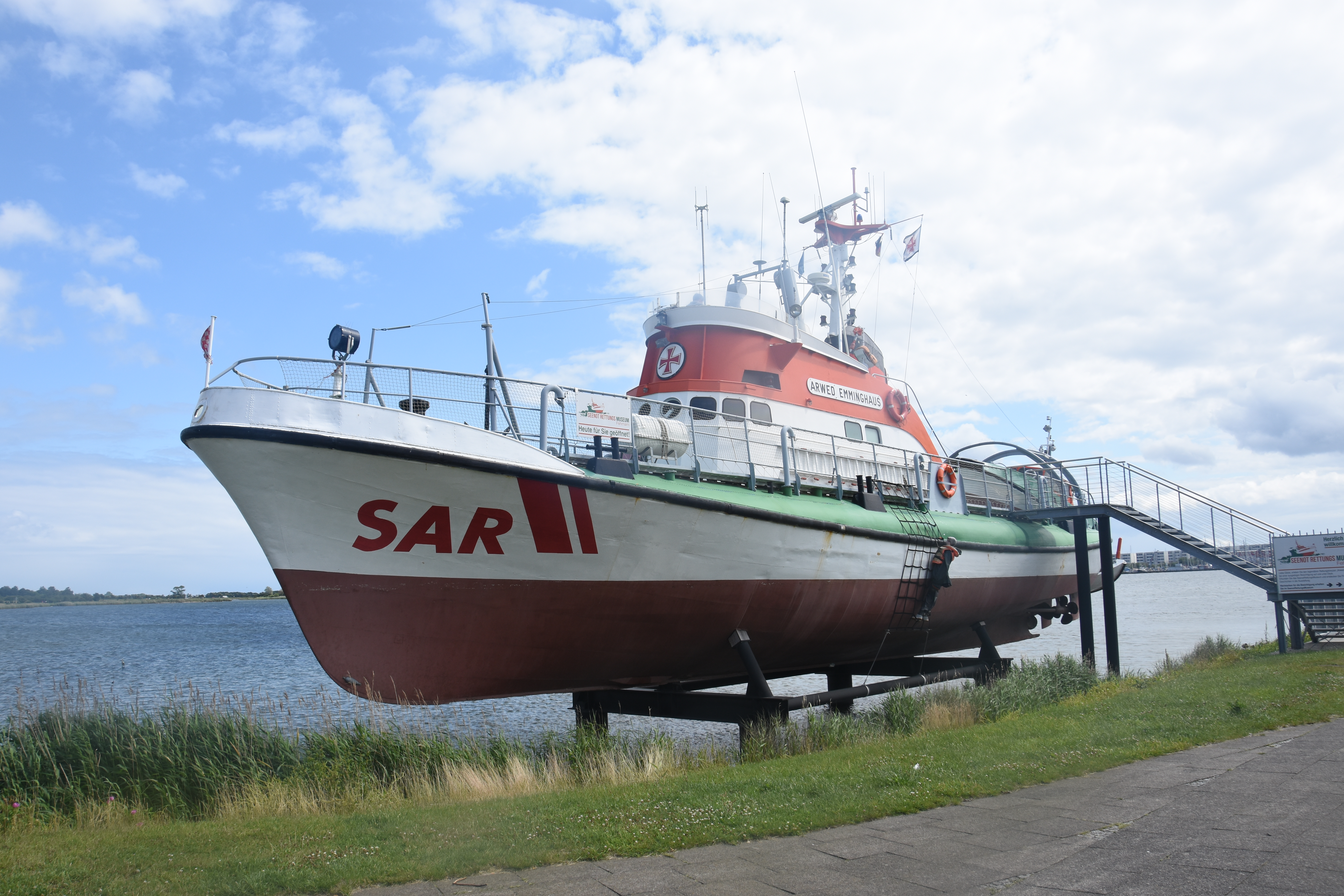
ARWED EMMINGHAUS (26 m, ab 1985)
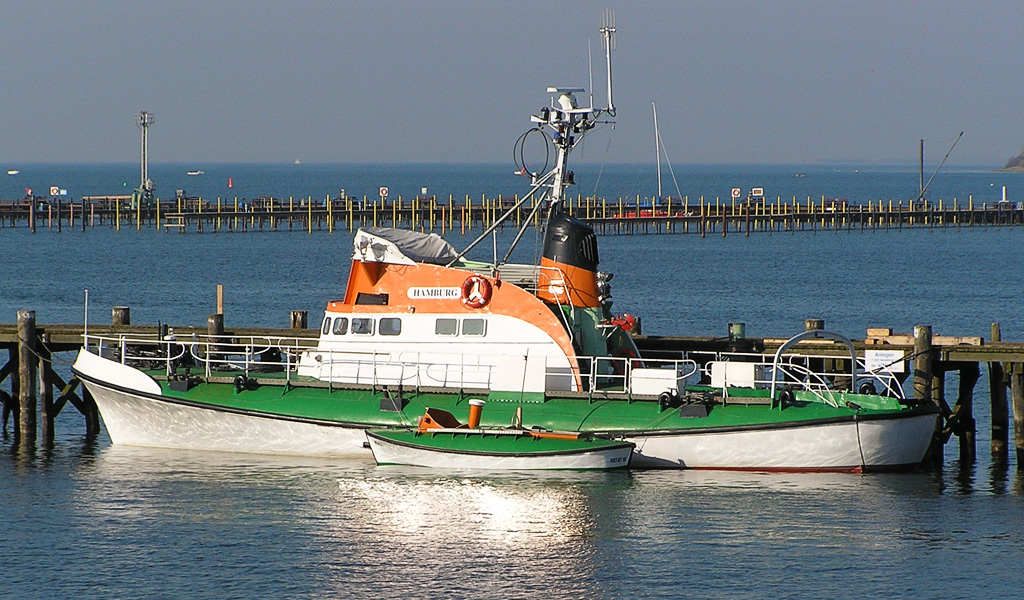
HAMBURG (23,2 m, ab 1975)
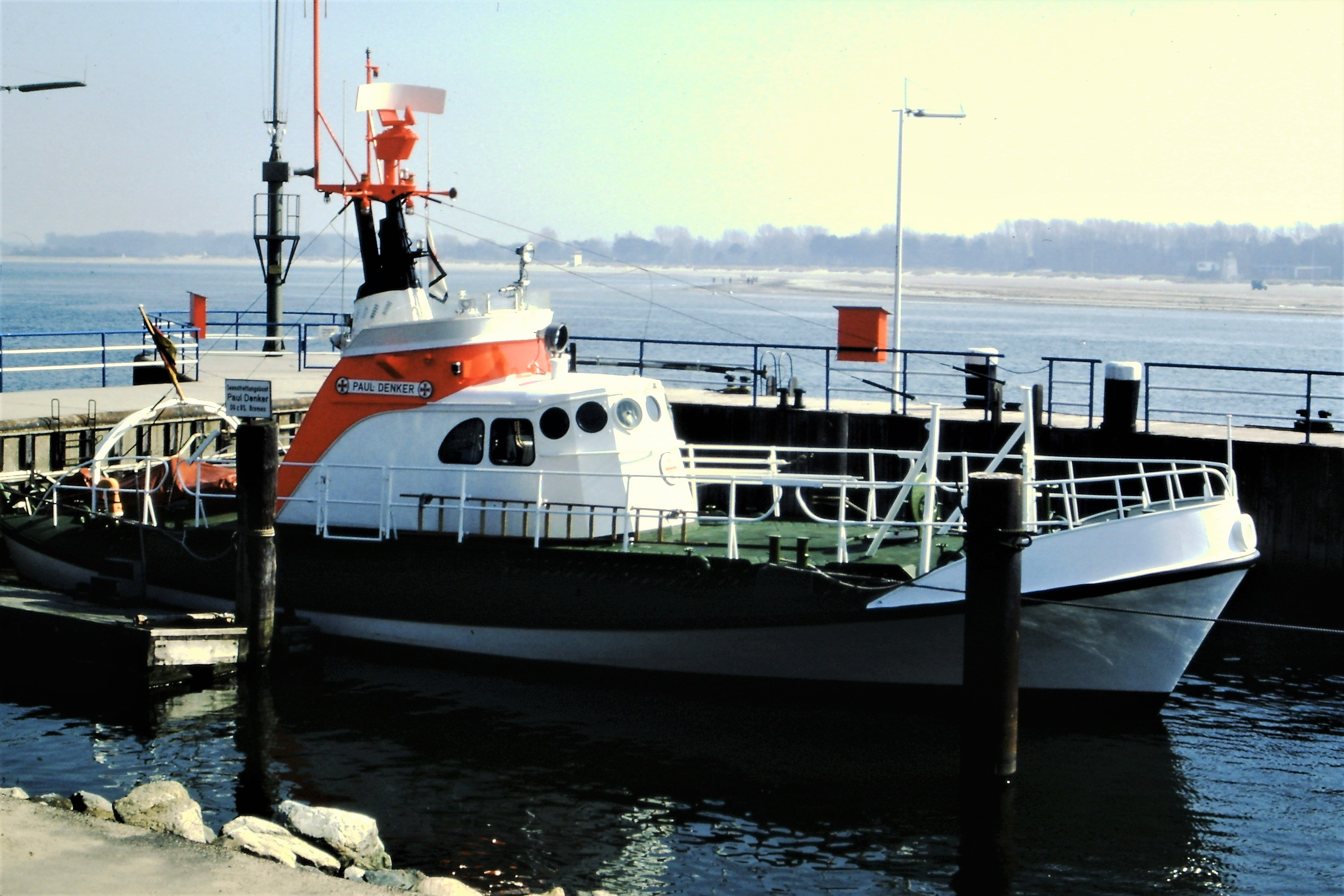
PAUL DENKER (17 m, ab 1969)